# Tierfriedhof am Wisenberg

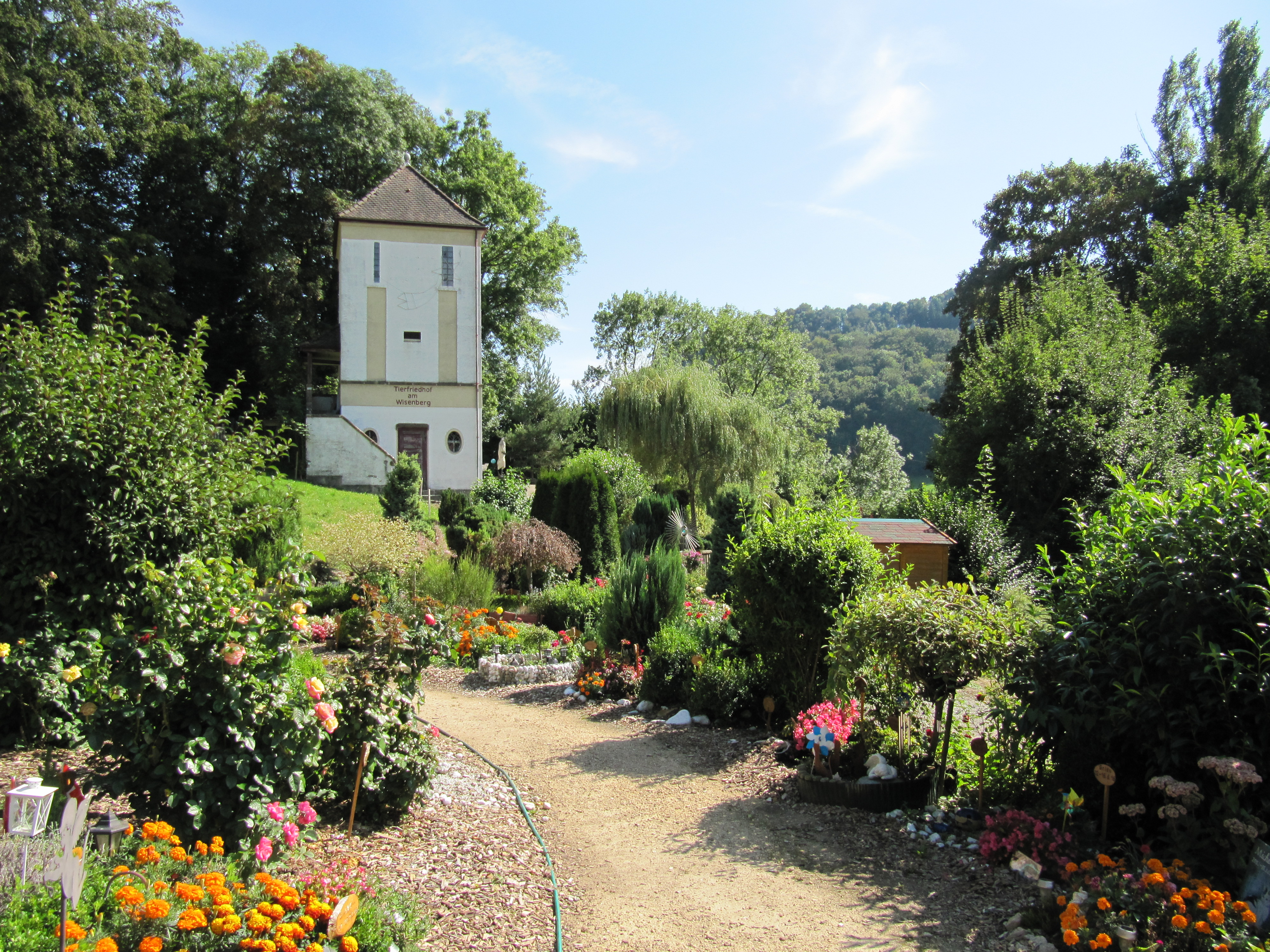
Tierfriedhof am Wisenberg in Läufelfingen BL, Schweiz.

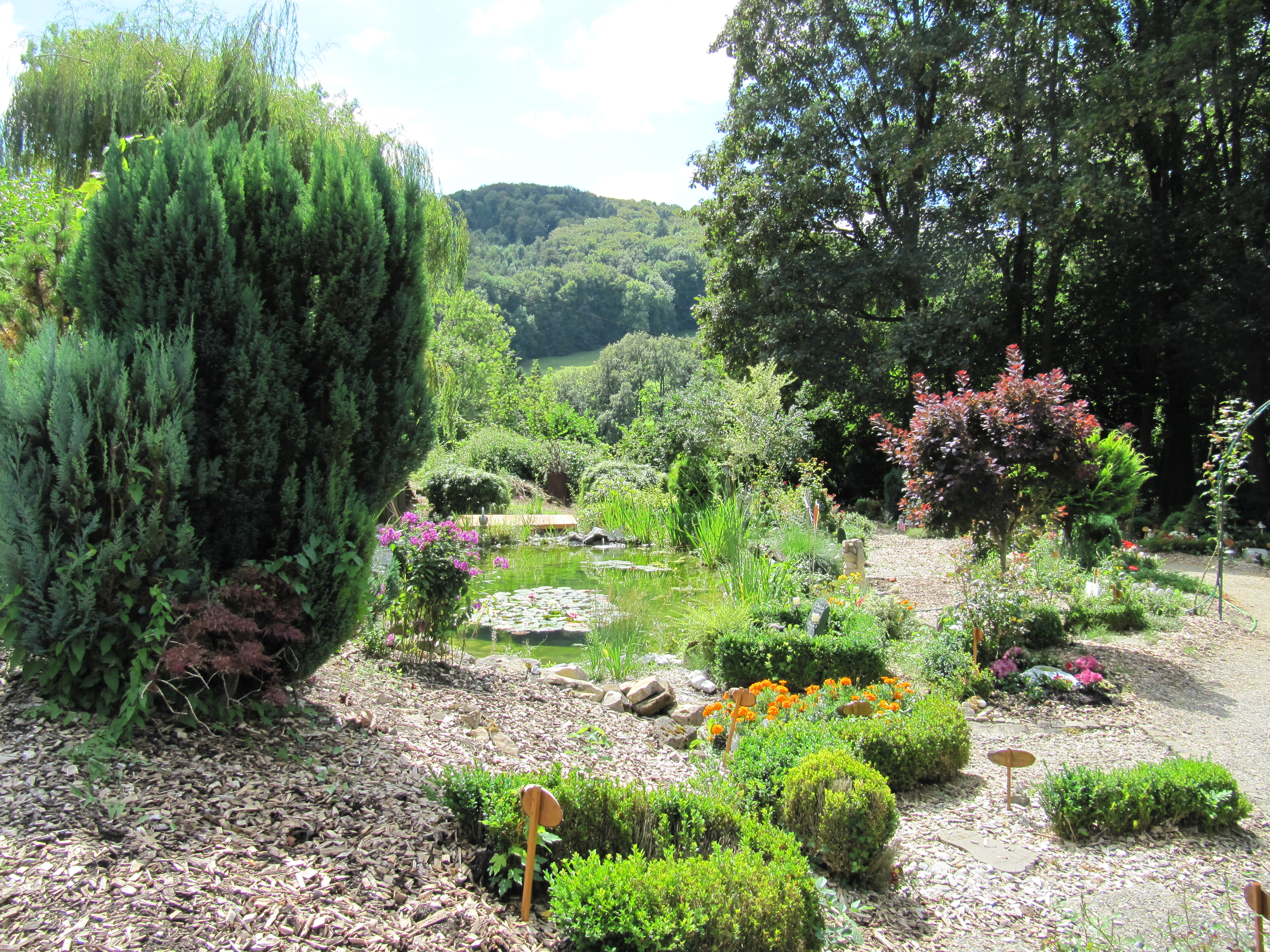
Eines der Grabfelder des Tierfriedhofs am Wisenberg mit Blick auf den Teich.

Der Tierfriedhof am Wisenberg, landläufig auch Tierfriedhof Läufelfingen genannt, ist ein Friedhof für Kleintiere in der Schweizer Gemeinde Läufelfingen im Kanton Basel-Landschaft.

## Lage
Der Tierfriedhof am Wisenberg liegt am Fusse des Wisenbergs in Läufelfingen. Die Gemeinde befindet sich im Baselbieter Homburgertal, am Fusse des Unteren Hauensteins zwischen Olten SO und Sissach BL. Der Weg zum Tierfriedhof ist am Ortsausgang von Läufelfingen, Fahrtrichtung Olten, ausgeschildert.

## Geschichte
Der 2001 von Urs und Marlies Mörgeli gegründet Tierfriedhof ist die älteste Einrichtung dieser Art in der Schweiz. Bereits 1999 beschäftigte sich das Ehepaar mit der Frage, was mit ihrem kranken Yorkshire Terrier Seppli geschehen soll, wenn er einmal stirbt. Die Mörgelis wollten ihren Hund auf keinen Fall in einer Tierkörpersammelstelle entsorgen, sondern ihm eine würdevolle Ruhestätte geben.
Weil es damals in der Schweiz noch keinen Tierfriedhof gab, entschlossen sich die Mörgelis, selbst einen solchen zu errichten. In der Folge evaluierten sie mögliche Standorte in über 100 Gemeinden in mehreren Kantonen und klärten mit den zuständigen Behörden jeweils die rechtlichen Rahmenbedingungen ab. In der Baselbieter Gemeinde Läufelfingen fand sich schliesslich ein geeignetes Areal. Es handelte sich dabei um eine Industriebrache, auf der bis 1984 eine Gipsfabrik der Gips-Union betrieben wurde.
Der Gemeinderat von Läufelfingen unterstützte das Vorhaben der Mörgelis, einen Tierfriedhof zu errichten, namentlich die damalige Gemeindepräsidentin Margrit Balscheit. Auch seitens der kantonalen Behörden gab es keine Vorbehalte, weder aus raumplanerischer Sicht noch bezüglich Gewässerschutz. Für die Umsetzung musste jedoch zuerst der Zonenplan der Gemeinde abgeändert und eine Tierfriedhofszone geschaffen werden. Dieser Zonenplanänderung stimmte die Läufelfinger Gemeindeversammlung im Januar 2001 zu.
Im März 2001 wurde die Schaffung des Tierfriedhofs dank Unterstützung des Baselbieter Kantonstierarztes Ignaz Bloch auch auf Bundesebene legitimiert. Die eidgenössische Verordnung über die Entsorgung tierischer Nebenprodukte (damals Verordnung über die Entsorgung tierischer Abfälle) erhielt neu den Passus, dass Heimtiere auf Tierfriedhöfen vergraben werden dürfen.
Im Juni 2001 begannen die Bauarbeiten. Die Halle der ehemaligen Gipsfabrik wurde abgerissen und das Areal umgestaltet. Aus der ehemaligen Industriebrache entstand ein Tierfriedhof, ein Naturpark und ein Rosengarten. Bis Ende 2016 wurden auf dem Tierfriedhof am Wisenberg insgesamt 1.600 Tiere beigesetzt.

## Friedhofsanlage

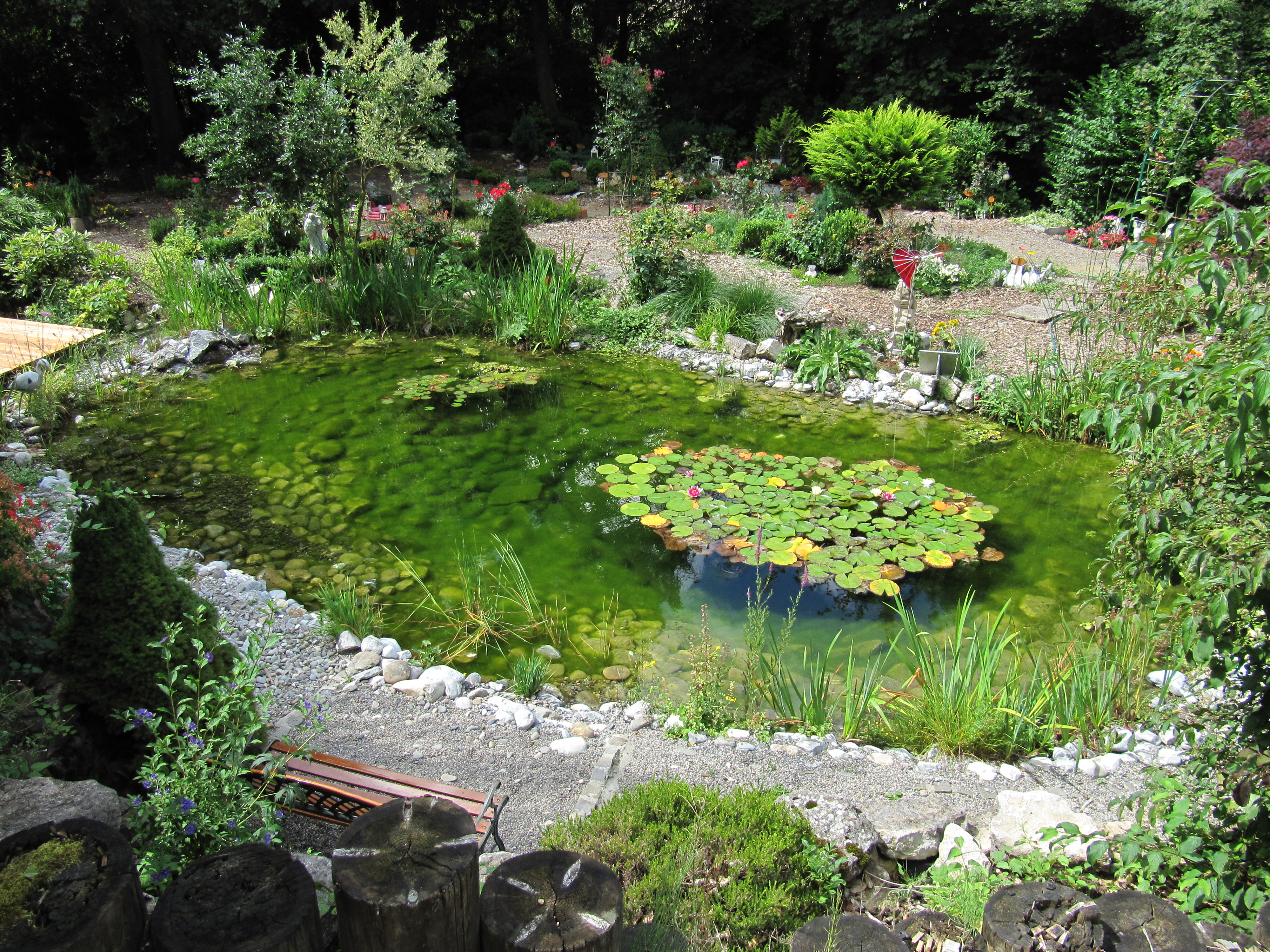
Teich und Biotop des Tierfriedhofs am Wisenberg

Der Tierfriedhof am Wisenberg misst einen Hektar. Nebst Tierfriedhof ist er auch Naturpark. Er verfügt unter anderem über einen Teich mit Seerosen, mehrere Trockenmauern und eine 200 Meter lange Hecke aus einheimischen Pflanzen. Auf dem Areal sind verschiedene Eidechsen-, Vogel-, Libellen- und Schmetterlingsarten zu finden sowie die Geburtshelferkröte, die in der Schweiz auf der Roten Liste steht. Mit etwa 300 Rosenstöcken ist der Tierfriedhof am Wisenberg vermutlich der grösste Rosengarten der Region.

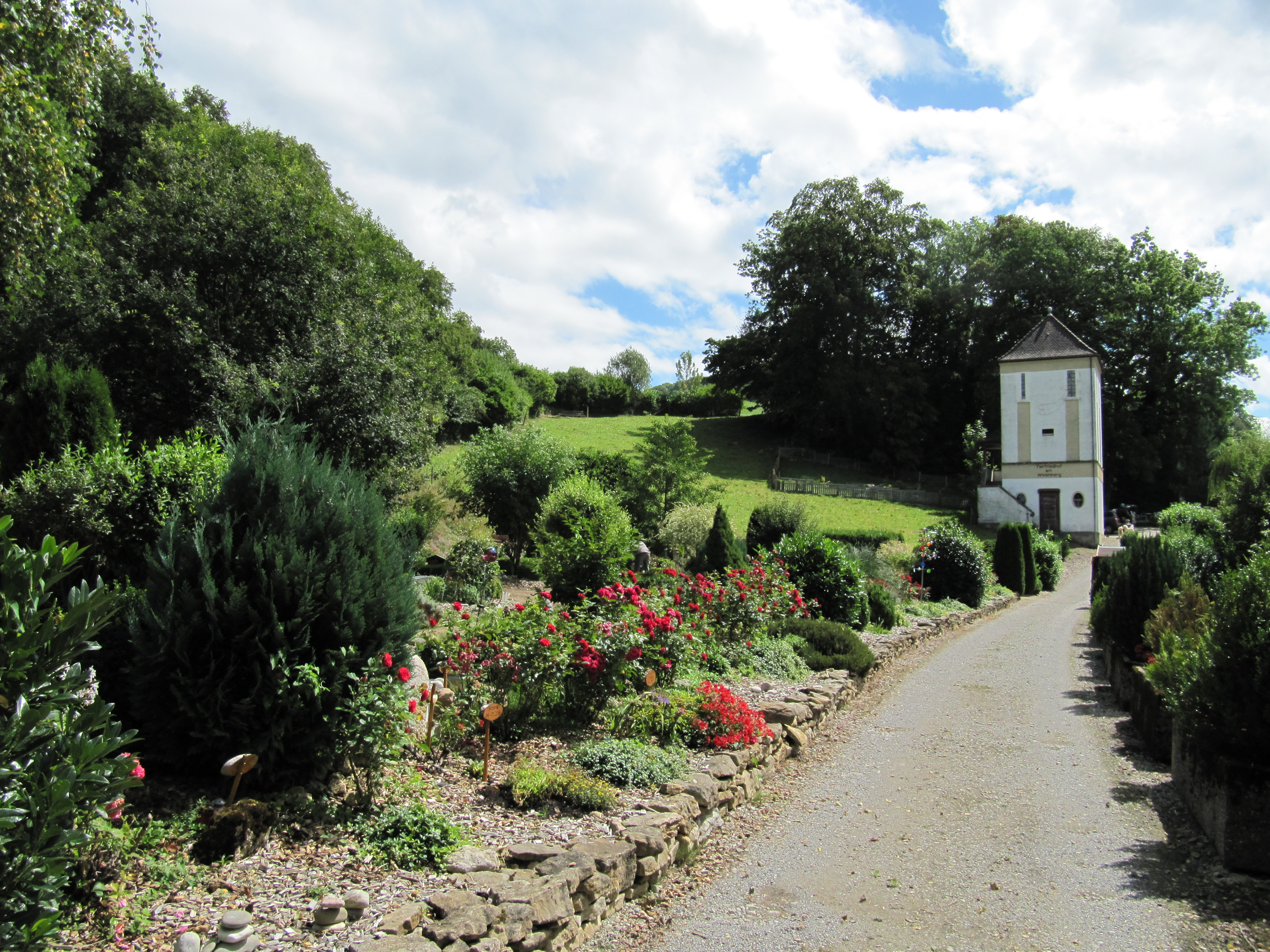
Trockenmauer entlang des Hauptweges des Tierfriedhofs am Wisenberg

Die Gräber des Tierfriedhofs am Wisenberg sind individuell bepflanzt und mehrheitlich mit Holztafeln, vereinzelt auch mit Grabsteinen ausgestattet. Entlang der Wege sind einige Kunstobjekte aufgestellt. Die grosse Steinskulptur einer Hündin, die im Rhein ertränkt wurde, ist ein Mahnmal für misshandelte Tiere.
Das einzige massive Gebäude auf dem Tierfriedhof am Wisenberg ist das alte Transformatorenhaus der ehemaligen Gipsfabrik aus dem Jahr 1920. Es wurde in den Jahren 2002/2003 renoviert und darin ein Aufbahrungs- und Gemeinschaftsraum eingerichtet, das sogenannte „Turmstübli“. Neben dem Parkplatz am Eingang steht zudem ein Holzschuppen.